# 로런 콜린스

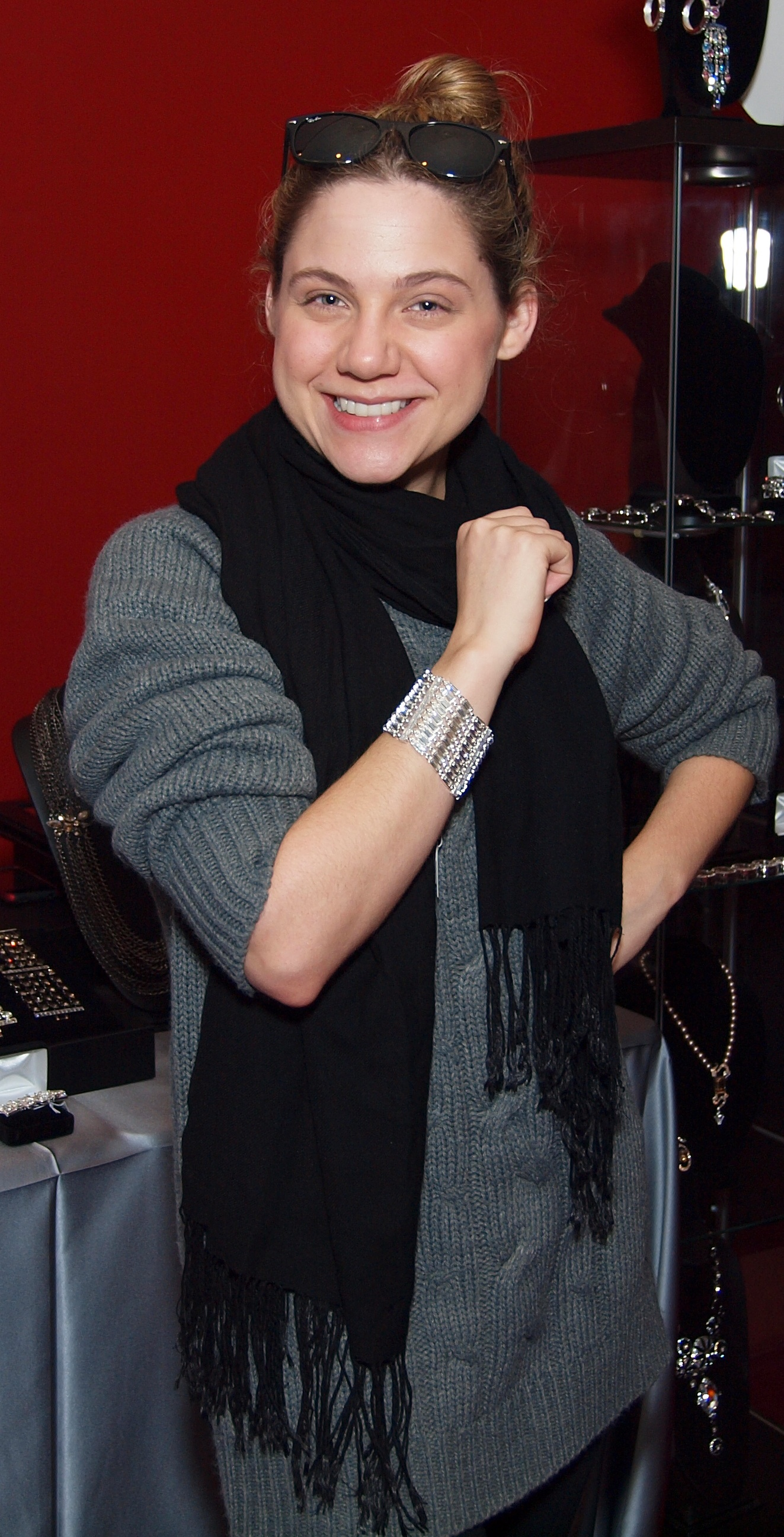

로런 콜린스(Lauren Collins, 1986년 8월 29일 ~ )는 캐나다의 영화배우이다.

## 영화
- 서비튜드 (2011년) - 크리시 역
- 샤페이의 멋진 모험 (2011년) - 티파니 역
- 픽쳐 디스 (2008년) - 알렉사 역
- 찰리 바틀렛 (2007년)
- 테이크 더 리드 (2006년) - 케이틀린 역
- 엄마는 13살 (2000년)
- 프라이빗 라이스 (2000년)
- 살인 공모 (2000년)
- 죽음의 가상 현실 (1998, Tempting Fate)